# Iquitos (transport)
Le BAP Iquitos était un navire de transport de la marine péruvienne. 

## Historique
Il a été acheté par le gouvernement péruvien en 1906, étant le premier achat significatif de la marine péruvienne au XXe siècle.
En 1907, il a été choisi comme navire-école par le gouvernement péruvien, après que le ponton Perú ait été retiré du service en tant qu’école navale. Il a été maintenu jusqu’en mars 1909, date à laquelle l’école navale a été transférée vers un local à terre, sur la recommandation du directeur de l’école le capitaine de frégate français Paul de Marguerye, en raison des inconvénients de l’enseignement à bord de l'Iquitos. Par exemple, au cours de l’année 1908, l'Iquitos a effectué des voyages continuels le long du littoral en tant que navire de transport, ce qui a obligé à remplacer des enseignants réputés, comme Víctor Andrés Belaúnde et Federico Villarreal, par des officiers de l’équipage du navire. Malgré leur enthousiasme et leur engagement à assurer en parallèle les tâches propres à la navigation et celles liées à l’enseignement, ces derniers ont involontairement fait baisser le niveau de l’instruction. 
Après cela, l'Iquitos a repris du service en tant que navire marchand. Il a finalement été mis au rebut en 1934.